# Art nouveau à Bruxelles

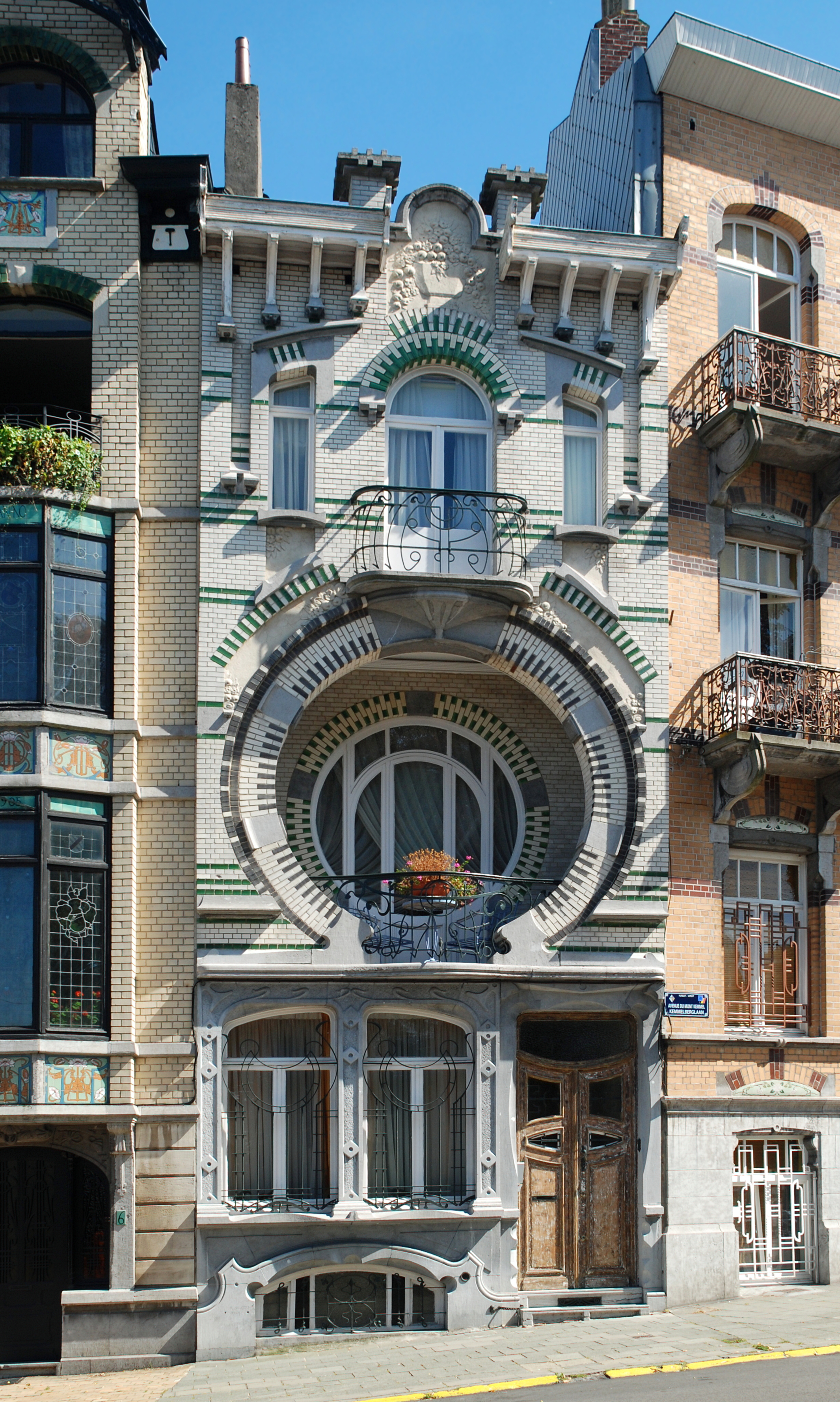
La maison Nelissen à Forest, un exemple d'Art nouveau géométrique de Bruxelles.

L'Art nouveau apparaît pour la première fois à Bruxelles, en Belgique, au début des années 1890, et se répand rapidement en France et dans le reste de l'Europe. Il est initié par des artistes comme Paul Hankar et Gustave Serrurier-Bovy, puis perpétué par Victor Horta et Henry Van de Velde, notamment au niveau de l'architecture, mais aussi du mobilier.
Certaines communes bruxelloises, comme Schaerbeek, Etterbeek, Ixelles et Saint-Gilles, sont développées pendant l'âge d'or de l'Art nouveau et possèdent de nombreux édifices de ce style. Après 1900, le style devient progressivement plus formel et géométrique. Le dernier monument de l'Art nouveau à Bruxelles est le palais Stoclet de l'architecte austro-morave Josef Hoffmann (1905–1911), aujourd'hui inscrit au patrimoine mondial de l'UNESCO, qui marque la transition vers l'Art déco et le début du modernisme.
Malgré les nombreuses démolitions entre la fin de la Seconde Guerre mondiale et la fin des années 1960, Bruxelles compte encore plus de 500 bâtiments de style Art nouveau.

## Historique

### Les débuts
L'Art nouveau est un mouvement artistique de la fin du XIXe siècle et du début du XXe siècle qui nait d'une réaction contre l'art académique européen du XIXe siècle. Il s'appuie sur l'esthétique des lignes courbes, inspirée par des formes et des structures naturelles.
L'hôtel Tassel à Bruxelles est souvent considéré comme l'acte fondateur de l'Art nouveau. Création de l'architecte Victor Horta en 1893, cet édifice fait rapidement des émules parmi ses confrères. En janvier 1893, Paul Hankar dépose les plans de sa maison personnelle souvent considérée comme la première maison Art Nouveau.

### L'Âge d'or

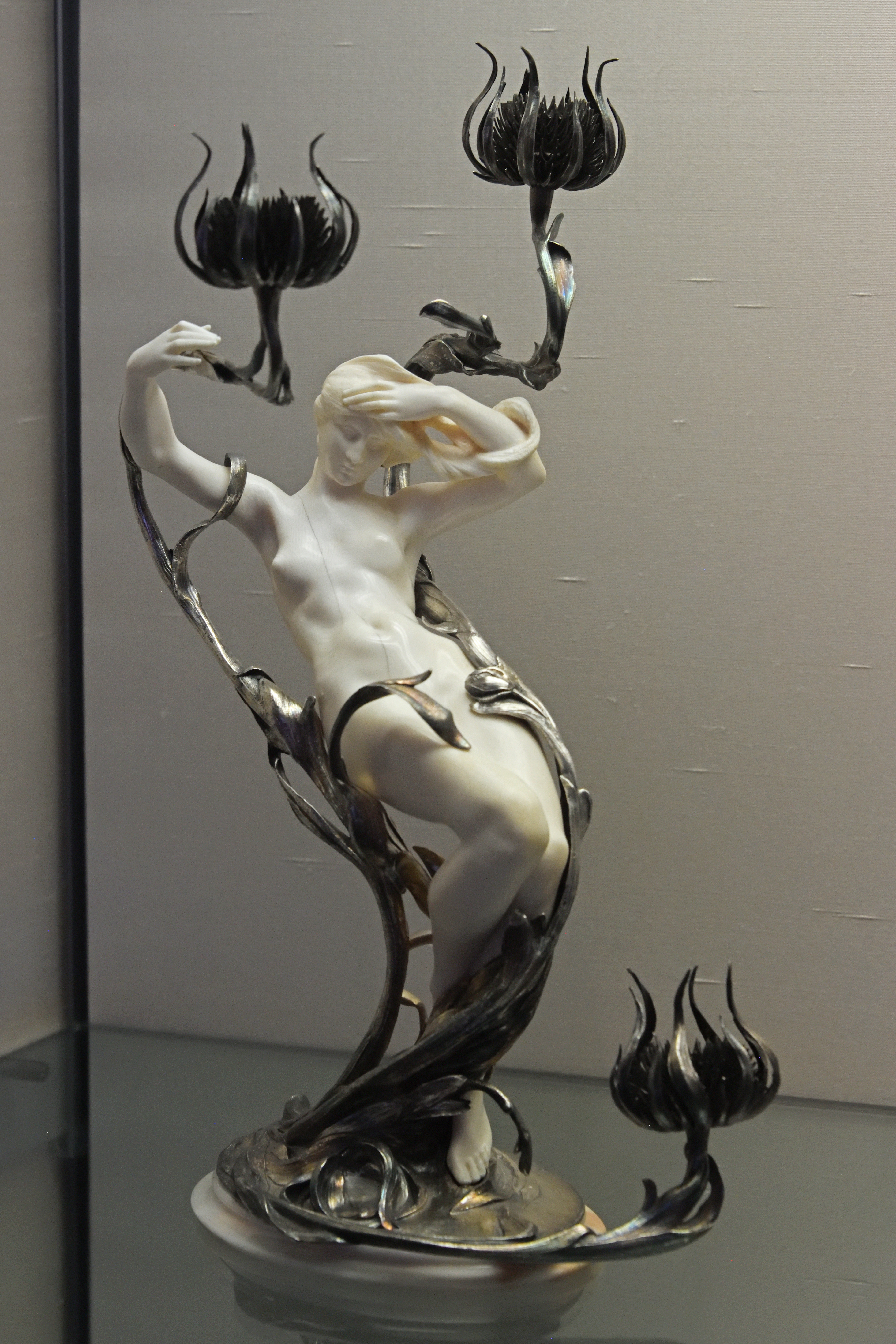
Chandelier, argent et ivoire, ca. 1900, hauteur : 37 cm, Égide Rombaux et François Hoosemans, musée des Arts décoratifs de Berlin.

Si les signes avant-coureurs se trouvaient chez Paul Hankar et Gustave Serrurier-Bovy, c'est Victor Horta qui opéra la transition du bois vers l'acier dans la structure monumentale. Cette transition signifiait tout autant celle de l'artisanat à la technique et celle, plus globale, de la tradition au modernisme. Ainsi, l'hôtel Tassel à Bruxelles est souvent considéré comme l'acte fondateur de l'Art nouveau. Création de l'architecte Victor Horta en 1893, cet édifice fait rapidement des émules parmi ses confrères. L'usage de l'acier démontre une pensée du bâtiment à la façon d'un ingénieur : la praticité ne s'oppose pas à l'élégance du bâtiment. Les éléments rationnels et artistiques sont alors en symbiose, en équilibre, même si celui-ci peut paraître précaire. Cette même élégance, combinée à la praticité de l'objet, se retrouve par exemple dans le chandelier réalisé par le sculpteur Égide Rombaux et l'orfèvre François Hoosemans. Si l'usage de l'acier visible a été banalisé au cours du xixe siècle, la nouveauté réside dans son usage dans une maison privée relativement modeste, dans un endroit où il aurait été facile de s'en passer. C'est dans un but de transparence que Victor Horta va utiliser l'acier au cours de sa carrière, faisant preuve d'une virtuosité toujours plus grande. De fait, l'étroitesse des parcelles constructibles à Bruxelles obligeait les architectes à agrandir artificiellement l'intérieur des bâtiments. Ainsi, de grandes verrières permettaient l'arrivée de la lumière par le haut au travers des étages pendant que des miroirs se faisant face donnaient une impression d'agrandissement de l'espace. Dans l'hôtel Tassel, les colonnes d'acier prennent des motifs végétaux classiques. C'est notamment au niveau du traitement du pilier de soutien de l'escalier que les choses sont inhabituelles, puisqu'il se subdivise en plusieurs parties. Cependant, si le traitement de l'intérieur de l'hôtel Tassel est d'une complexité toute relative, le traitement de la façade en est beaucoup plus sobre. Ce traitement de la transparence va changer radicalement lors du travail sur la façade de la Maison du Peuple : la façade va être traitée en grandes baies vitrées et fines poutrelles d'acier. De plus, la Maison du Peuple se trouvant sur la place place Émile Vandervelde, place circulaire, Victor Horta va profiter d'une position courbe au sol. Le bâtiment, rasé dans les années 1960, présentait un aspect sobre, loin d'une « belle » architecture, et ne reniant pas l'aspect « fabrique ».
Les commandes postérieures de Victor Horta démontreront davantage de richesses. Ce sera notamment le cas des deux grands magasins qu'il construira peu après 1900. La façade du magasin « À l'Innovation » s'élargit à nouveau en une gigantesque fenêtre, tandis que celle du « Grand Bazar Anspach » consiste essentiellement en un mélange hybride d'acier et de pierres.

## Principaux architectes Art nouveau

### Henry Van de Velde

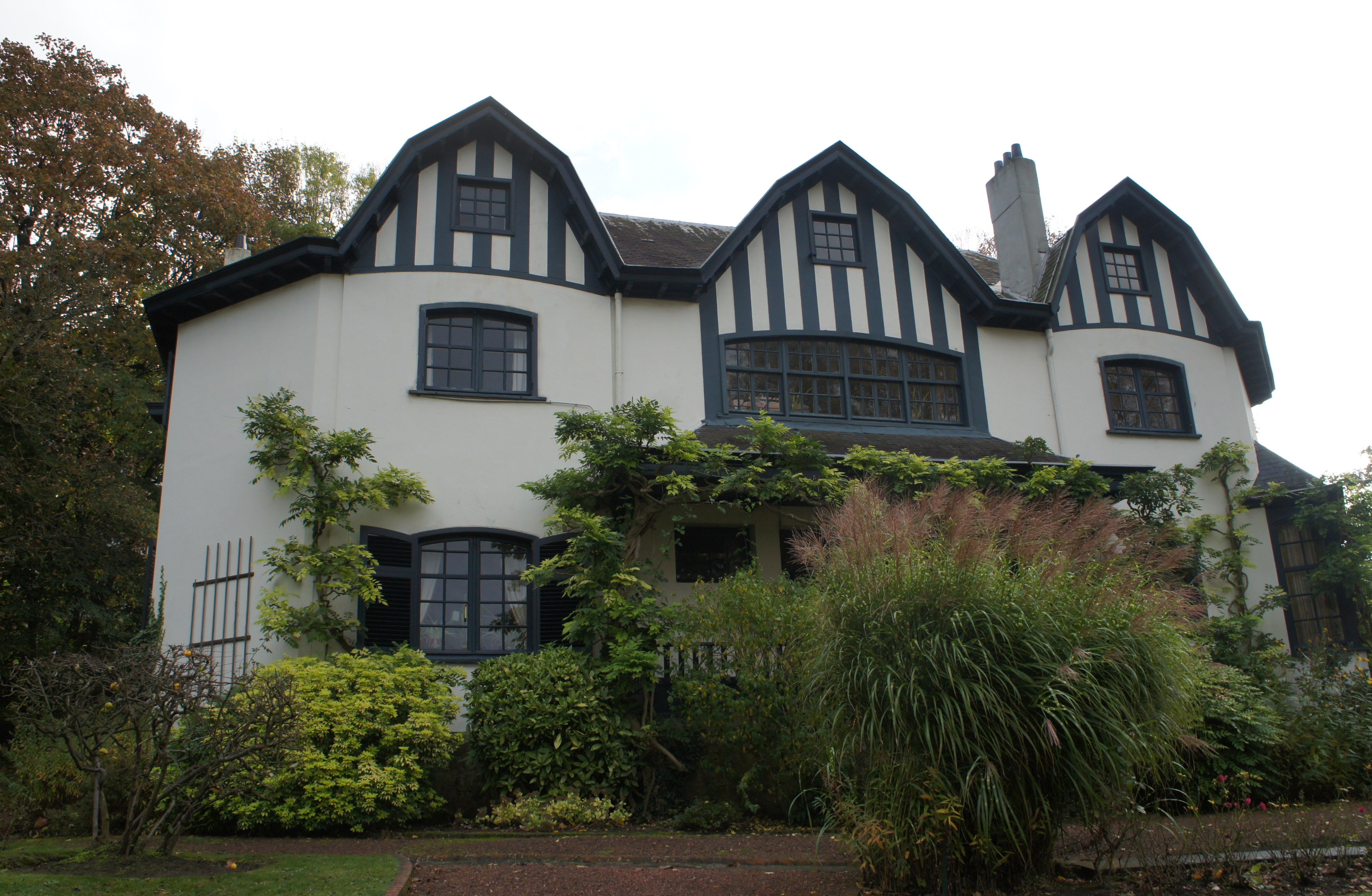
La villa Bloemenwerf, résidence d'Henry Van de Velde (1895).

Si Victor Horta aurait pu faire accéder Bruxelles et la Belgique à une certaine notoriété, c'est l'œuvre d'Henry Van de Velde qui trouvera un écho plus important. C'est par la construction de sa propre maison qu'il accéda au titre d'architecte et de designer, sans pour autant en avoir reçu les formations. Henry Van de Velde s'inspire notamment de William Morris, dont il reprend des tissus et des papiers pour décorer sa maison, Le Bloemenwerf, en 1895. L'esthétique d'Henry Van de Velde, inspirée de celle de l'Angleterre, a été ressentie comme trop doctrinaire par le public belge, qui lui préférait l'esthétique française de Victor Horta, ce qui le poussa à partir en Allemagne vers les années 1900. Victor Horta devint alors l'architecte le plus en vue de Bruxelles, comme le dénote le grand nombre d'immeubles luxueux qu'il y construit. Il continue alors à développer les idées exposées dans l'hôtel Tassel, et jusque dans sa propre maison, dans une moindre mesure.

### Paul Hankar
L’architecte et designer Paul Hankar, né le 11 décembre 1859 à Frameries et mort le 17 janvier 1901 à Bruxelles, est l’une des figures majeures de l’Art nouveau en Belgique. Tout en gagnant sa vie en tant que concepteur et sculpteur d’ornements, il se forme à l’Académie royale des beaux-arts de Bruxelles entre 1873 et 1884, où il rencontre Victor Horta avant de devenir un de ses rivaux. Paul Hankar se distingue par son utilisation de matériaux économiques comme le bois et la brique (bien évidemment sans négliger le fer ou le verre) et sa capacité à imaginer des plans sur des sites peu spacieux, tout en gardant son inventivité. Sa première réalisation indépendante est sa propre maison, la Maison Hankar, qu’il construit en 1897. Paul Hankar est connu pour ses façades de boutiques (par exemple Au carnaval de Venise à Bruxelles), ses maisons et surtout ses hôtels particuliers. On retrouve des influences du japonisme et rationalisme de Viollet-le-Duc chez Paul Hankar. Malgré sa carrière de seulement dix ans, il compte de nombreuses réalisations : deux hôtels de maître, seize maisons particulières, sept ateliers d’artiste, quatre grandes maisons de campagne, neuf monuments commémoratifs ou funéraires et vingt-cinq magasins ou ensembles d’expositions, avec de nombreux ensembles de mobilier.

### Victor Horta
Victor Horta assujettit ses différentes idées (élargissement de l'espace par les miroirs, arrivée de la lumière par des verrières, usage de l'acier mélangé à la pierre…) à une idée unique et le réalise alors dans un bâtiment nouveau : l'hôtel van Eetvelde. L'architecture est nervurée par une structure en spirale qui part de l'entrée de droite jusqu'au mur latéral gauche, formant un arc de cercle ascendant dont le diamètre est identique à la largeur du bâtiment. La progression à l'intérieur du bâtiment s'accompagne d'une progression de l'intensité lumineuse. Cet hôtel avait aussi un accès à la maison attenante, accès qui a été supprimé depuis. Cette structuration quasi-organique du bâtiment ainsi que la transition inter-étages est un des exemples les plus marquant de l'Art nouveau à Bruxelles. Un autre bâtiment construit par Victor Horta est celui de l'hôtel Solvay, construit pour Armand Solvay sur l'avenue Louise. La façade du bâtiment préfigure celle du « Grand Bazar Anspach ». L'étage principal est constitué de baies vitrées et de vitrines qui peuvent aussi coulisser, laissant une transparence se faire de multiples façons. Cependant, si l'acier est très présent dans ce bâtiment, Victor Horta lui associe les bois et marbres précieux.
Certains des quartiers de Bruxelles, comme Schaerbeek, Etterbeek, Ixelles et Saint-Gilles, sont développés pendant l'âge d'or de l'Art nouveau et incluent de nombreux édifices de ce style.
Malgré les nombreuses démolitions entre la fin de la Seconde Guerre mondiale et la fin des années 1960, Bruxelles compte encore plus de 500 bâtiments de style Art nouveau.

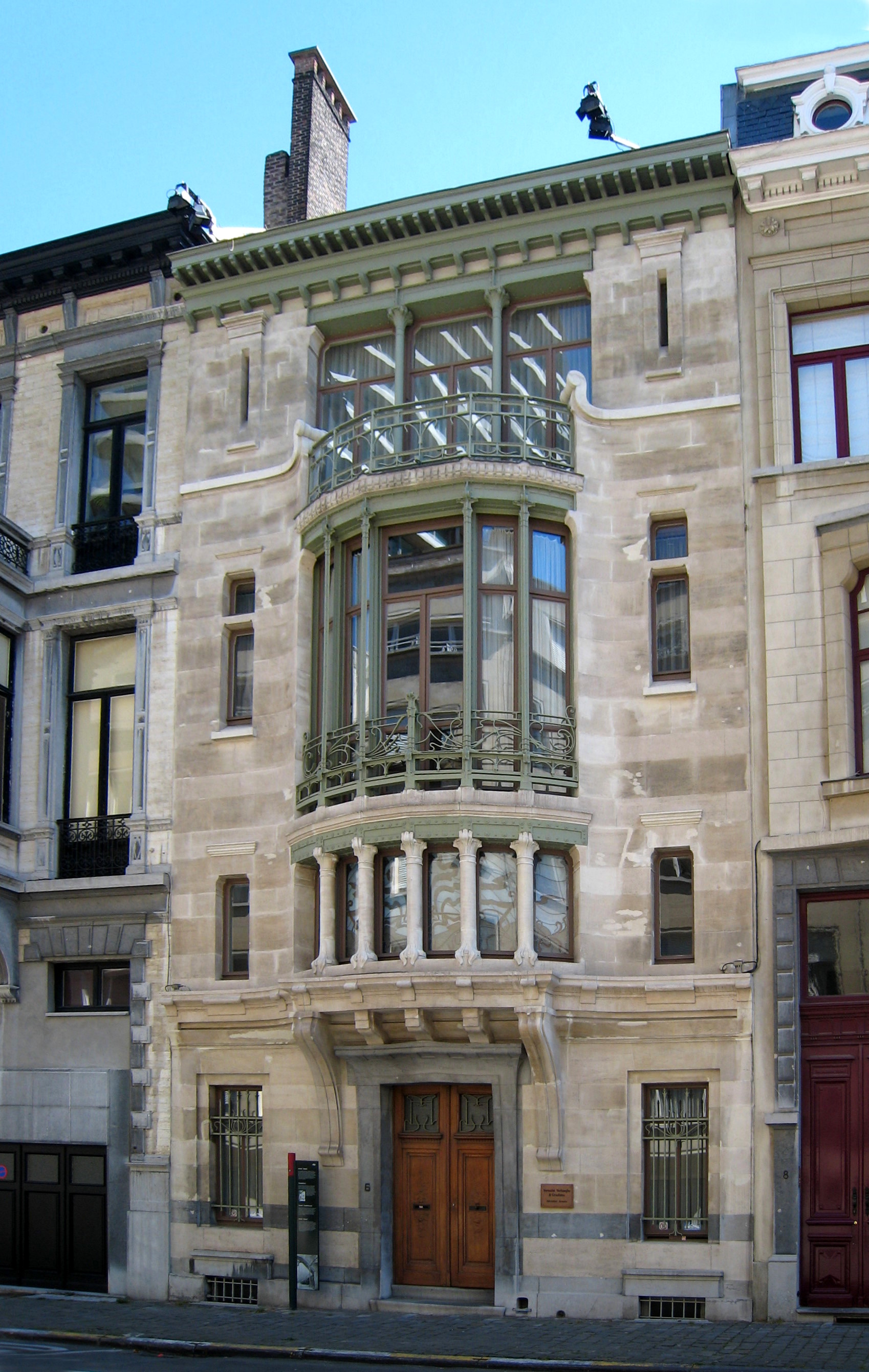
Façade de l'Hôtel Tassel de Victor Horta (1892–93)
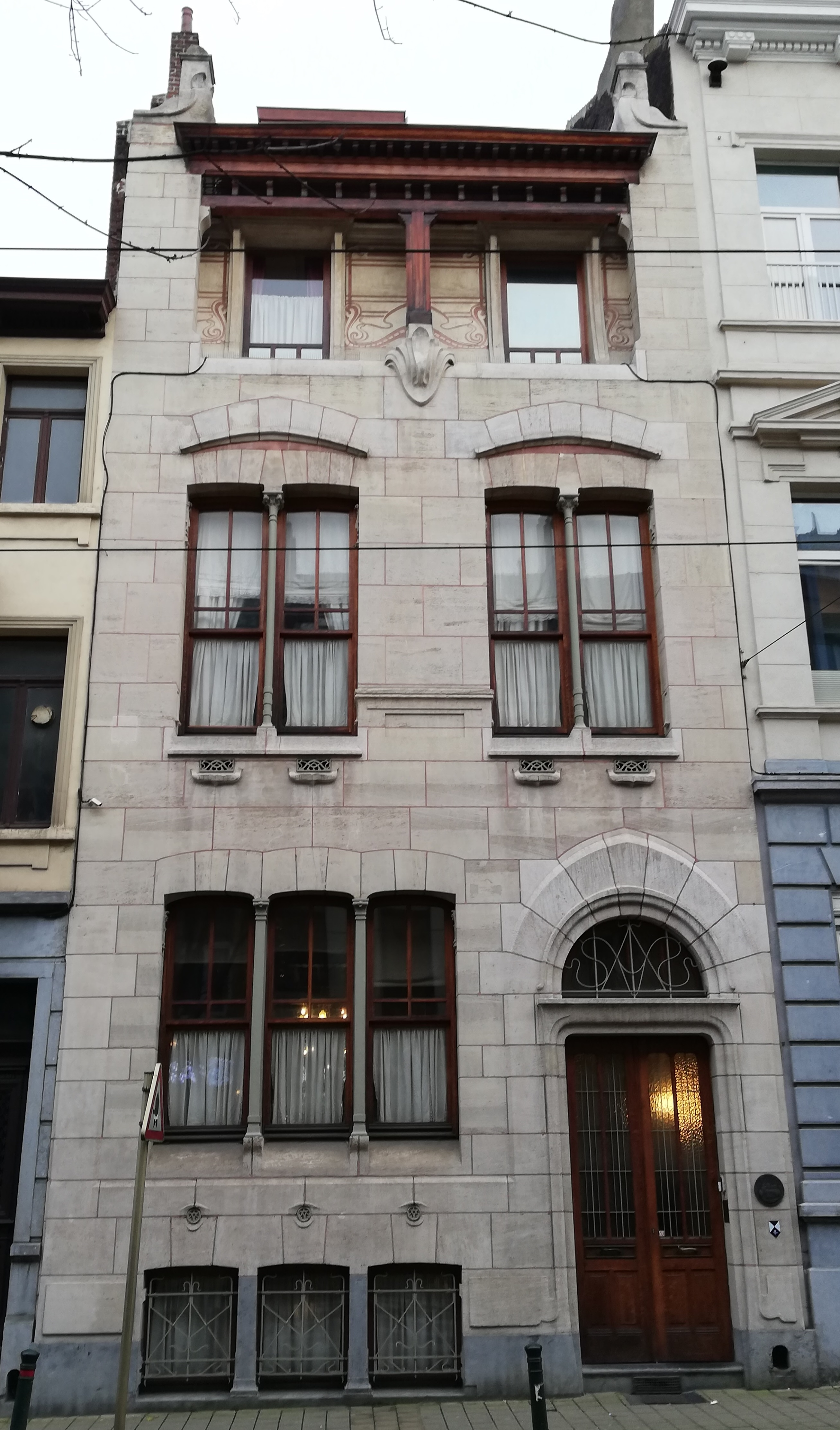
Maison Autrique de Horta (1893)
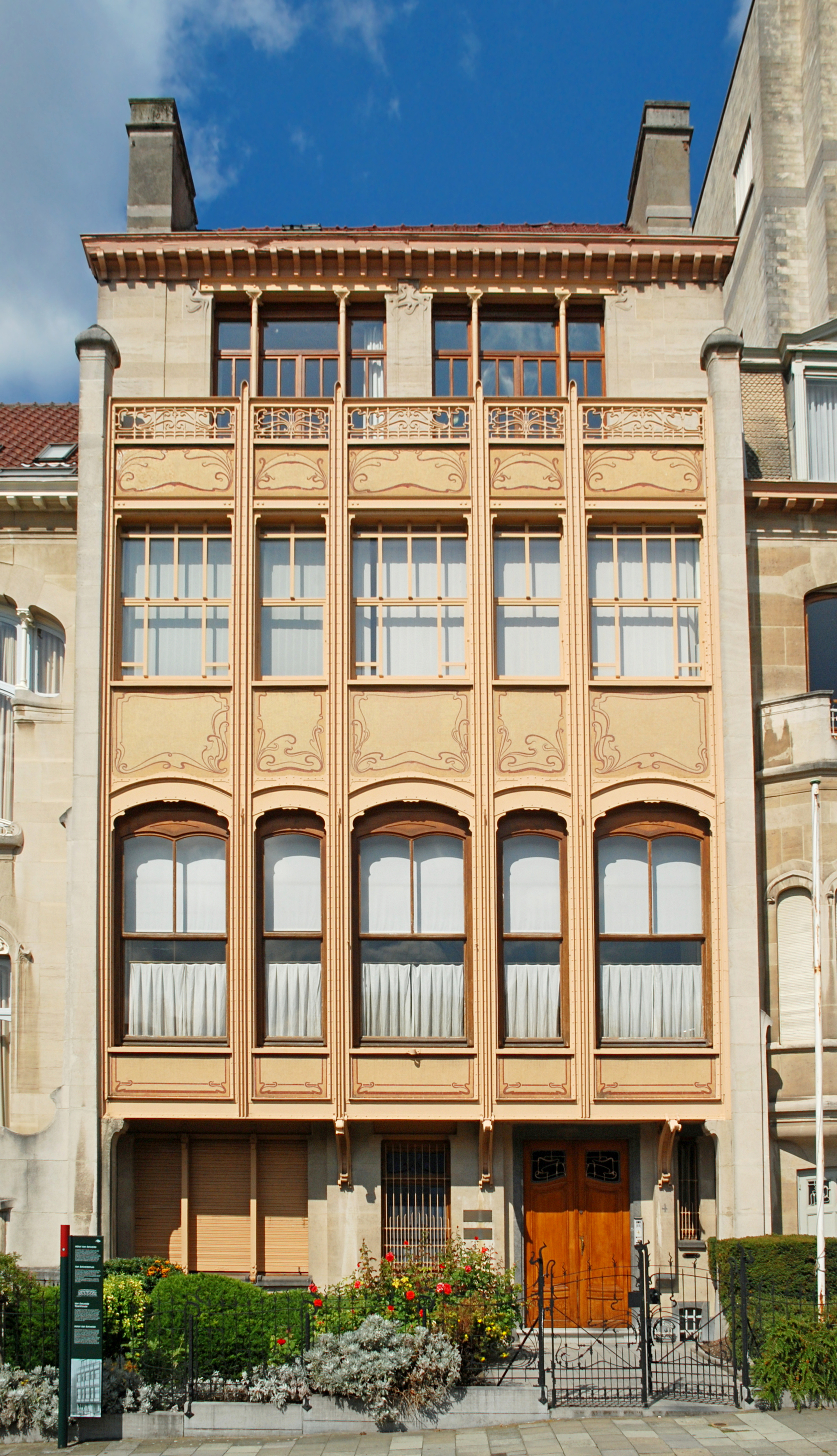
Hôtel van Eetvelde de Horta (1898–1900)
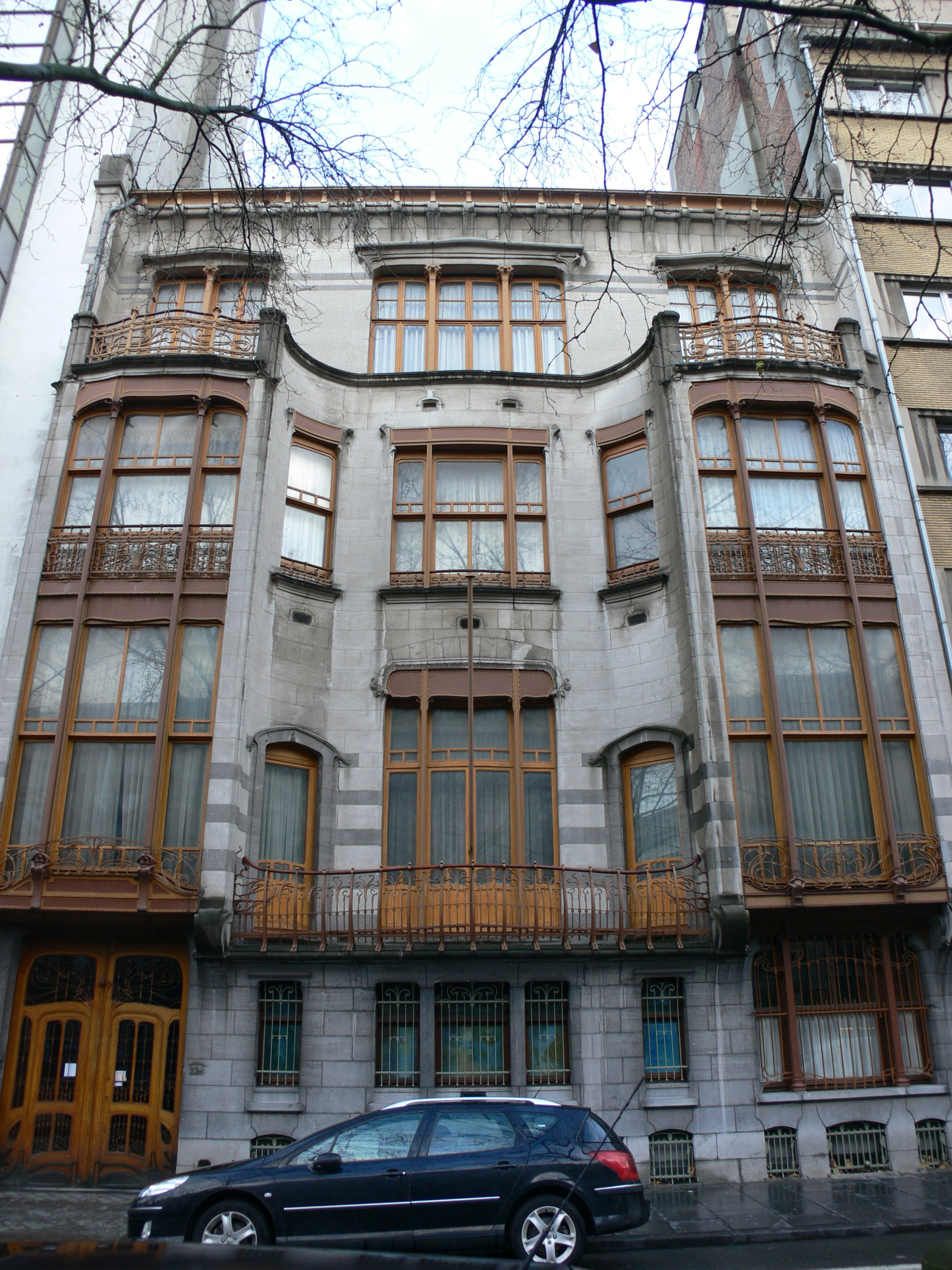
Hôtel Solvay de Horta (1895–1900)
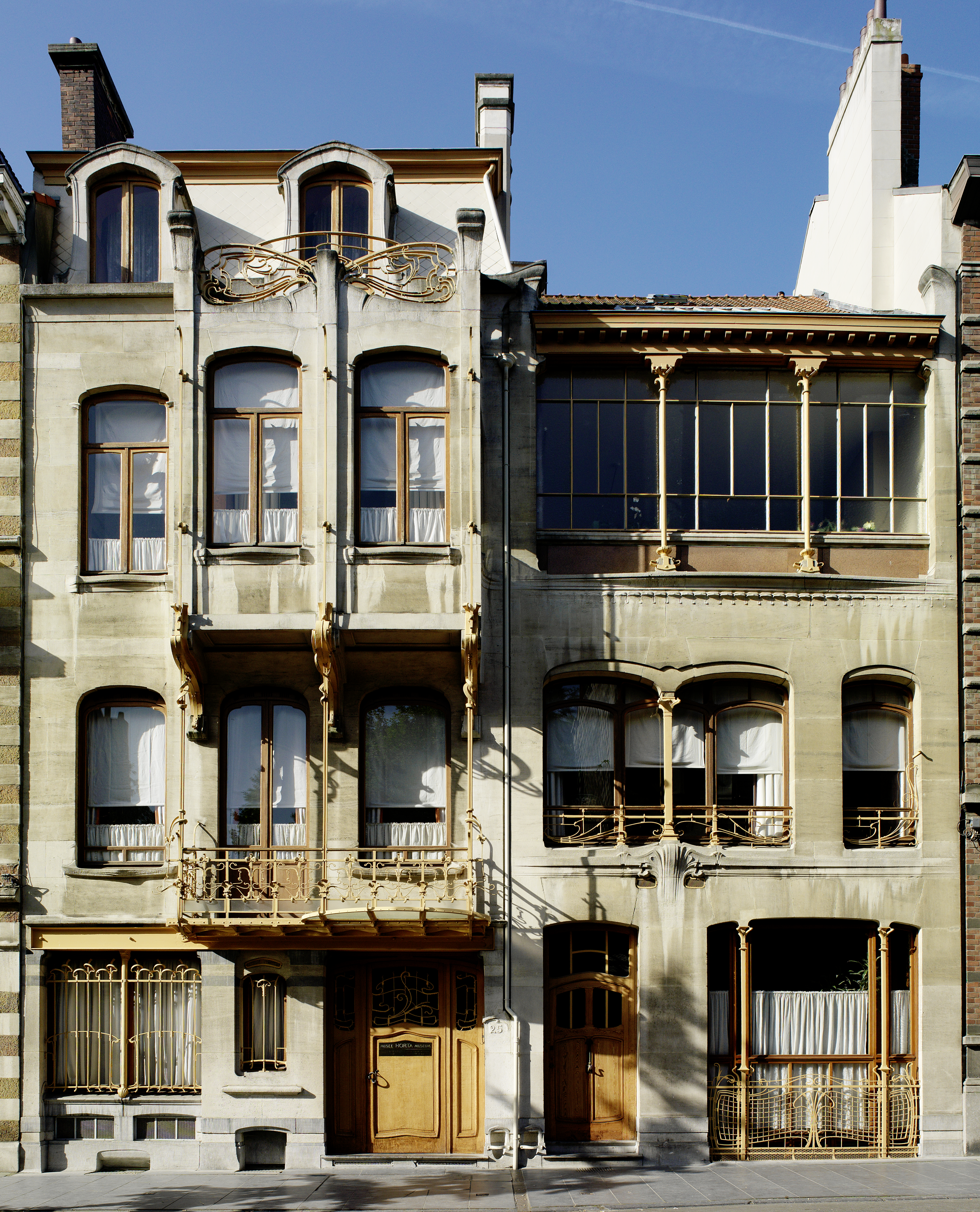
Maison et atelier Horta, devenu le Musée Horta (1898–1901)

## Protections
Parmi les réalisations bruxelloises de style Art nouveau, quatre constructions de Victor Horta sont inscrites au patrimoine mondial en 2000, sous la dénomination commune « Habitations majeures de l'architecte Victor Horta » : les hôtels Tassel, Solvay, van Eetvelde et la maison Horta (actuel musée Horta).
Le palais Stoclet, réalisé entre 1905 et 1911 par l'architecte autrichien Josef Hoffmann, l'un des fondateurs de la Sécession viennoise, est également inscrit au patrimoine mondial depuis 2009.